# Barthélémy Chinenyeze
Barthélémy Chinenyeze, född 28 februari 1998 i Coudekerque-Branche, är en fransk volleybollspelare (center) som spelar för AS Volley Lube.

## Karriär

### Klubblag
Chinenyeze började spela volleyboll som 13-åring i Dunkerque GL. Tre år senare gick han till CREPS Wattignies och därefter 2014 till CNVB. Sommaren 2016 började Chinenyeze sin seniorkarriär i Spacer's Toulouse, där han under sin debutsäsong tog silver i Ligue A.
I mars 2018 gick Chinenyeze till polska Asseco Resovia som ersättare till skadade Bartłomiej Lemański. Inför säsongen 2018/2019 gick han till Tours VB. Med dem vann han både ligan och cupen. I ligan utsågs han till både mest värdefulla spelare och bästa center. Följande säsong flyttade Chinenyeze till italienska Callipo Sport. Inför säsongen 2021/2022 gick han till Powervolley Milano.

### Landslag
Chinenyeze debuterade för Frankrikes landslag den 13 maj 2017 i en match mot Belgien. Under samma år var han med och tog guld i World League. Följande år var Chinenyeze med och tog silver i Nations League, vilket följdes upp med ett brons 2021.
Vid olympiska sommarspelen 2020 i Tokyo var Chinenyeze en del av Frankrikes lag som tog guld i herrarnas turnering. Han utsågs själv till bästa center vid turneringen.